# WA Tlemcen
Widad Athletic Tlemcen (arab. وداد رياضي تلمسان) w skrócie WA Tlemcen – algierski klub piłkarski, grający w drugiej lidze algierskiej, mający siedzibę  w mieście Tilimsan.

## Historia
Klub został założony w 1962 roku. W swojej historii WA Tlemcen dwukrotnie zdobył Puchar Algierii. W 1998 roku pokonał w finale 1:0 MC Oran. W 2002 roku także wygrał 1:0 w finale z MC Oran. Grał również w trzech innych finałach o puchar kraju, w 1974 (przegrał 0:1 z USM El Harrach), w 2000 (przegrał 0:2 z CR Béni-Thour) i w 2008 (przegrał po rzutach karnych z JSM Béjaďa, w meczu był wynik 1:1)
. W 1998 roku WA Tlemcen dotarł do finału rozgrywek Arabskiej Ligi Mistrzów. W nim zwyciężył 3:1 z saudyjskim Al-Szabab Rijad.

## Stadion
Domowe mecze klub rozgrywa na stadionie o nazwie Stade Akid Lotfi w Tilimsanie. Stadion może pomieścić 18000 widzów.

## Sukcesy
- Puchar Algierii:

zwycięstwo (2): 1998, 2002
finalista (3): 1974, 2000, 2008
- Arabska Liga Mistrzów:

zwycięstwo (1): 1998
- Arabski Superpuchar:

3. miejsce (1): 1999

## Występy w afrykańskich pucharach
| Sezon | Rozgrywki                 | Runda | Kraj | Klub             | Dom | Wyjazd | Dwumecz |
| ----- | ------------------------- | ----- | ---- | ---------------- | --- | ------ | ------- |
| 1999  | Puchar Zdobywców Pucharów | 1     |      | Al-Shat SC       | 1–2 | 1–2    | 2–4     |
| 2003  | Puchar Zdobywców Pucharów | 1     |      | Al-Hilal Bengazi | 2–1 | 0–1    | 3–3     |

## Reprezentanci kraju grający w klubie
Stan na wrzesień 2016.
| - Mohamed Reda Acimi - Hicham Belkaroui - Abdelmadjid Benatia - Mokhtar Benmoussa - Cheïkh Benzerga - Tarik Bettadj - Anouar Boudjakdji - Amine Boulahia - Mohamed Brahimi - Ali Dahleb - Bouabdellah Daoud - Sofiane Daoud - Moustapha Djallit - Mohamed Djalti - Fares El Aouni - Adel El Hadi - Lounès Gaouaoui | - Kamel Habri - Samir Hadjaoui - Omar Hamenad - Samir Kherbouche - Kheireddine Kherris - Ghouti Loukili - Hamid Merakchi - Hicham Mezair - Karim Saoula - Adel Younès - Harouna Bamogo - Ismaël Koudou - Francis Ambane - Djodjo Bomassi - Carolus Andriamahitsinoro - Cheikh Tidjani Sarr - Isiaka Olawale |